# Leoncio Lasso de la Vega y Cortezo
Leoncio Lasso de la Vega y Cortezo (Sevilla, 1862-Montevideo, 1915) fue un poeta, periodista y escritor español.

## Biografía
Nació en 1862. Sevillano, era hermano de Javier Lasso de la Vega y Cortezo. Marchó joven a América. Vivió en Buenos Aires, Mercedes y Montevideo, cultivando la poesía y escribiendo crónicas periodísticas. «Era su alma una escena de bohemia», decía un poeta americano escribiendo sobre él. Falleció el 22 de diciembre de 1915 en el Hospital Español de Montevideo y fue sepultado en el cementerio del Buceo. Fue autor de Algunas supersticiones y creencias populares relativas a la noche y al día de San Juan, firmado por Z. Consiglieri Pedrozo y publicado en El Folk-lore Andaluz (1882-1883).